# Barro (tiểu vùng)
Barro là một tiểu vùng thuộc bang Ceará, Brasil. Tiều vùng này có diện tích 2707 km², dân số năm 2007 là 87850 người.